# Oxypetalum marginatum
Oxypetalum marginatum är en oleanderväxtart som beskrevs av Gustaf Oskar Andersson Malme. Oxypetalum marginatum ingår i släktet Oxypetalum och familjen oleanderväxter. Inga underarter finns listade i Catalogue of Life.